# Universidad de Chile (station)

Universidad de Chile är en tunnelbanestation i tunnelbanesystemet Metro de Santiago i Santiago, Chile. Den har fått sitt namn av det närbelägna universitetet Universidad de Chile.
Stationen invigdes den 15 september 1975, då på linje 1 (Línea 1) där den ligger mellan stationerna Los Héroes och Santa Lucia. 2019 tillkom linje 3 (Línea 3) där stationen ligger mellan stationerna Plaza de Armas och Parque Almagro. 